# Plecturocebus
Plecturocebus is een geslacht van de familie van de sakiachtigen (Pitheciidae). Dit geslacht bestaat uit vijfentwintig soorten. Vroeger werden alle springaapjes tot het geslacht Callicebus gerekend, maar sinds 2016 is dat geslacht in drieën opgesplitst, waarbij Cheracebus en Plecturocebus ontstonden.

## Taxonomie
Er worden 24 soorten tot dit geslacht gerekend.
- Geslacht Plecturocebus
  - Plecturocebus donacophilus-groep
    - Soort Plecturocebus donacophilus
    - Soort Plecturocebus modestus
    - Soort Plecturocebus oenanthe
    - Soort Plecturocebus olallae
    - Soort Plecturocebus pallescens
    - Soort Plecturocebus urubambensis – Urubamba bruine titi[3]

  - Plecturocebus moloch-groep
    - Soort Plecturocebus aureipalatii
    - Soort Plecturocebus baptista
    - Soort Plecturocebus bernhardi – Bernhardaapje
    - Soort Plecturocebus brunneus
    - Soort Plecturocebus caligatus
    - Soort Plecturocebus caquetensis
    - Soort Plecturocebus cinerascens
    - Soort Plecturocebus cupreus– Rode springaap
    - Soort Plecturocebus discolor
    - Soort Plecturocebus grovesi
    - Soort Plecturocebus hoffmannsi – Hoffmannsspringaap
    - Soort Plecturocebus miltoni
    - Soort Plecturocebus moloch – Grijze springaap
    - Soort Plecturocebus ornatus
    - Soort Plecturocebus parecis
    - Soort Plecturocebus stephennashi
    - Soort Plecturocebus toppini [3]
    - Soort Plecturocebus vieirai